# Van - Video art North 89
|  | Denne artikel er oprettet af botten PalnaBot ud fra en ekstern database. Den kan derfor have sproglige fejl eller mangler. Denne skabelon kan fjernes efter kontrol af indholdet. |

Van - Video art North 89 er en film instrueret af Ane Mette Ruge, Vibeke Vogel.

## Handling
Karl Dunér CHAR, EN ÖVERSÄTTNING, Sverige 1989 (14:25). Marikki Hakola CRICKET, Finland 1988 (6:54). Ane Mette Ruge R.E.M., Danmark 1989 (6:54). Morten Skriver, Christian Skeel TEARS / CHOICES, Danmark 1989 (8:09). Vibeke Vogel OSTRANENIE 1, Danmark 1989 (5:34). Måns Wrange THE VOYEUR, Sverige 1989 (2:30).